# Lamine Yamal
Lamine Yamal Nasraoui Ebana (in arabo لامين يامال نصراوي إبانا‎?; Esplugues de Llobregat, 13 luglio 2007) è un calciatore spagnolo, attaccante del Barcellona e della nazionale spagnola, con cui è diventato campione d'Europa nel 2024.
Considerato uno dei migliori talenti della sua generazione, a livello individuale si è aggiudicato il Trofeo Kopa e il Golden Boy nel 2024.

Firma di Lamine Yamal

## Biografia
Lamine Yamal nasce il 13 luglio 2007 a Esplugues de Llobregat, in provincia di Barcellona e a pochi chilometri dal Camp Nou, dal pittore edile marocchino Mounir Nasraoui, nativo di Larache, e da Sheila Ebana, cameriera originaria della Guinea Equatoriale. Ha vissuto la prima parte della sua infanzia a Mataró fino alla separazione dei genitori. Ha un fratello minore, Keyne, nato nel 2022 dalla relazione della madre con un altro uomo.
È cresciuto a Rocafonda, quartiere di Mataró, che omaggia nelle sue esultanze disegnando con le mani il numero 304, indicante le ultime cifre del codice postale.
A partire dal 2025 possiede anche una squadra in Kings League, la Capital CF.

## Caratteristiche tecniche
Ala destra di piede mancino, è dotato di grande velocità e ottima tecnica individuale. Emerso già in giovanissima età, è considerato uno dei calciatori più promettenti della sua generazione.

## Carriera

### Club

#### Barcellona
Cresciuto nella Masia, si è precocemente segnalato come una delle migliori promesse del vivaio del club. Sebbene il ragazzo fosse già stato aggiunto alla squadra Juvenil A nella stagione 2022-2023, il tecnico del Barcellona Xavi decise di convocarlo per una serie di allenamenti con la prima squadra assieme ad altri giovani nel settembre 2022, essendo stato colpito dalle sue doti.

#### Stagione 2023-2024
Ha esordito ufficialmente in prima squadra il 29 aprile 2023, sostituendo Gavi all'83º minuto di gioco della gara vinta per 4-0 contro il Betis, divenendo il più giovane debuttante in prima squadra con il Barcellona, all'età di 15 anni, 9 mesi e 16 giorni. Ha vinto il campionato di Primera División 2022-2023, ma non ha potuto partecipare alla cerimonia di premiazione della settimana dopo a causa di un impegno con la propria nazionale.
Il 20 agosto 2023, all'età di 16 anni e 38 giorni, è stato schierato come titolare per la prima volta nella gara vinta per 2-0 contro il Cadice allo stadio olimpico Lluís Companys, diventando il giocatore più giovane ad essere sceso in campo come titolare con la maglia del Barcellona nella storia del campionato spagnolo. Nella sua successiva apparizione dal primo minuto di gioco è stato nominato Most Valuable Player della gara dopo aver contribuito alle due reti di Gavi e di Robert Lewandowski nella vittoria per 4-3 contro il Villarreal. Esteso il contratto fino al 2026, con l'aggiunta di una clausola rescissoria di un miliardo di euro, nell'ottobre 2023 è stato schierato come titolare nella gara di UEFA Champions League contro il Porto ed è divenuto così il più giovane titolare nella storia di questa competizione, battendo il record di Celestine Babayaro (16 anni e 86 giorni). La partita si conclude sul risultato di 1-0 a favore degli spagnoli, con Yamal costretto ad uscire dal campo al 71º a causa di problemi gastrointestinali. L'8 ottobre seguente ha segnato il suo primo gol con la maglia blaugrana, nella partita casalinga pareggiata per 2-2 contro il Granada. Nello stesso mese è stato incluso come "wild card" nella lista dei 25 finalisti del premio European Golden Boy, assegnato dal quotidiano Tuttosport al miglior giocatore Under-21 militante in un campionato europeo.

#### Stagione 2024-2025
Il 19 settembre 2024 segna il suo primo gol nella gara di UEFA Champions League contro il Monaco, diventando il secondo giocatore più giovane a segnare nella storia della competizione. Il 26 ottobre 2024 diventa il più giovane marcatore nella storia nel Clásico contro il Real Madrid, realizzando la rete del temporaneo 3 a 0 (la partita terminerà poi 4 a 0). Due giorni dopo, il 28 ottobre 2024, durante la cerimonia di assegnazione del Pallone d’oro viene premiato con il Trofeo Kopa, assegnato al miglior giocatore al mondo sotto i 21 anni d’età, diventando inoltre il più giovane vincitore nella storia del trofeo.
Il 30 aprile 2025, in occasione della semifinale di Champions League pareggiata 3-3 contro l'Inter, a soli 17 anni e 291 giorni diviene il calciatore più giovane a raggiungere le cento presenze con la maglia blaugrana; nella stessa occasione, grazie alla rete siglata del momentaneo 1-2, è diventato il giocatore più giovane a segnare nella storia delle semifinali del torneo.

### Nazionale

#### Nazionali giovanili
Nel 2021 è stato convocato nella nazionale spagnola Under-15 e nella nazionale spagnola Under-16. Nel 2023 è stato convocato in nazionale Under-17 per partecipare al campionato europeo di categoria del 2023, dove ha messo a segno 4 reti, con la Spagna giunta alle semifinali. Ha inoltre disputato una partita con la nazionale Under-19.

#### Nazionale maggiore
Il 1º settembre 2023, all'età di 16 anni e 49 giorni, ha ricevuto la sua prima convocazione in nazionale maggiore dal commissario tecnico Luis de la Fuente per le qualificazioni al campionato d'Europa 2024. Sette giorni più tardi ha esordito con la maglia delle furie rosse, sostituendo Dani Olmo al 44' della vittoriosa trasferta contro la Georgia, dove ha segnato il gol del definitivo 7-1, diventando così il più giovane esordiente e il marcatore più precoce nella storia della nazionale spagnola, battendo i precedenti record, entrambi detenuti da Gavi, e risultando il secondo più giovane esordiente in nazionale maggiore di sempre in Europa, dietro soltanto all'ungherese József Horváth.
Convocato per il campionato d'Europa 2024, il 15 giugno 2024, all'esordio nella manifestazione contro la Croazia, è divenuto, all'età di 16 anni e 338 giorni, il più giovane calciatore ad aver disputato una partita del torneo. Andando in rete nella semifinale contro la Francia, vinta per 2-1 dagli spagnoli, è diventato, a 16 anni e 362 giorni, il più giovane marcatore nella storia del campionato d'Europa, battendo il precedente record di Johan Vonlanthen (18 anni e 141 giorni), stabilito vent'anni prima. Nella finale contro l'Inghilterra fornisce a Nico Williams l'assist per il primo gol degli spagnoli, che vincendo per 2-1 si aggiudicano il trofeo: Yamal diventa così il più giovane vincitore della competizione, nonché il miglior uomo assist del torneo, con 4 passaggi vincenti in totale.

## Statistiche

### Presenze e reti nei club
Statistiche aggiornate al 16 agosto 2025.
| Stagione          | Squadra            | Campionato        | Campionato | Campionato | Coppe nazionali | Coppe nazionali | Coppe nazionali | Coppe continentali | Coppe continentali | Coppe continentali | Altre coppe | Altre coppe | Altre coppe | Totale | Totale |
| Stagione          | Squadra            | Comp              | Pres       | Reti       | Comp            | Pres            | Reti            | Comp               | Pres               | Reti               | Comp        | Pres        | Reti        | Pres   | Reti   |
| ----------------- | ------------------ | ----------------- | ---------- | ---------- | --------------- | --------------- | --------------- | ------------------ | ------------------ | ------------------ | ----------- | ----------- | ----------- | ------ | ------ |
| 2022-2023         | Barcellona Atlètic | PF                | 1+2        | 0+0        | -               | -               | -               | -                  | -                  | -                  | -           | -           | -           | 3      | 0      |
| 2022-2023         | Barcellona         | PD                | 1          | 0          | CR              | 0               | 0               | UCL                | 0                  | 0                  | SS          | 0           | 0           | 1      | 0      |
| 2023-2024         | Barcellona         | PD                | 37         | 5          | CR              | 1               | 1               | UCL                | 10                 | 0                  | SS          | 2           | 1           | 50     | 7      |
| 2024-2025         | Barcellona         | PD                | 35         | 9          | CR              | 5               | 2               | UCL                | 13                 | 5                  | SS          | 2           | 2           | 55     | 18     |
| 2025-2026         | Barcellona         | PD                | 1          | 1          | CR              | 0               | 0               | UCL                | 0                  | 0                  | SS          | 0           | 0           | 1      | 1      |
| Totale Barcellona | Totale Barcellona  | Totale Barcellona | 74         | 15         |                 | 6               | 3               |                    | 23                 | 5                  |             | 4           | 3           | 107    | 26     |
| Totale carriera   | Totale carriera    | Totale carriera   | 75+2       | 15+0       |                 | 6               | 3               |                    | 23                 | 5                  |             | 4           | 3           | 110    | 26     |

### Cronologia presenze e reti in nazionale
| Cronologia completa delle presenze e delle reti in nazionale ― Spagna | Cronologia completa delle presenze e delle reti in nazionale ― Spagna | Cronologia completa delle presenze e delle reti in nazionale ― Spagna | Cronologia completa delle presenze e delle reti in nazionale ― Spagna | Cronologia completa delle presenze e delle reti in nazionale ― Spagna | Cronologia completa delle presenze e delle reti in nazionale ― Spagna | Cronologia completa delle presenze e delle reti in nazionale ― Spagna | Cronologia completa delle presenze e delle reti in nazionale ― Spagna |
| Data                                                                  | Città                                                                 | In casa                                                               | Risultato                                                             | Ospiti                                                                | Competizione                                                          | Reti                                                                  | Note                                                                  |
| --------------------------------------------------------------------- | --------------------------------------------------------------------- | --------------------------------------------------------------------- | --------------------------------------------------------------------- | --------------------------------------------------------------------- | --------------------------------------------------------------------- | --------------------------------------------------------------------- | --------------------------------------------------------------------- |
| 8-9-2023                                                              | Tbilisi                                                               | Georgia                                                               | 1 – 7                                                                 | Spagna                                                                | Qual. Euro 2024                                                       | 1                                                                     | 44’                                                                   |
| 12-9-2023                                                             | Granada                                                               | Spagna                                                                | 6 – 0                                                                 | Cipro                                                                 | Qual. Euro 2024                                                       | -                                                                     | 60’                                                                   |
| 16-11-2023                                                            | Limassol                                                              | Cipro                                                                 | 1 – 3                                                                 | Spagna                                                                | Qual. Euro 2024                                                       | 1                                                                     | 73’                                                                   |
| 19-11-2023                                                            | Valladolid                                                            | Spagna                                                                | 3 – 1                                                                 | Georgia                                                               | Qual. Euro 2024                                                       | -                                                                     | 65’                                                                   |
| 22-3-2024                                                             | Londra                                                                | Spagna                                                                | 0 – 1                                                                 | Colombia                                                              | Amichevole                                                            | -                                                                     | 72’                                                                   |
| 26-3-2024                                                             | Madrid                                                                | Spagna                                                                | 3 – 3                                                                 | Brasile                                                               | Amichevole                                                            | -                                                                     | 90+2’                                                                 |
| 8-6-2024                                                              | Palma di Maiorca                                                      | Spagna                                                                | 5 – 1                                                                 | Irlanda del Nord                                                      | Amichevole                                                            | -                                                                     | 72’                                                                   |
| 15-6-2024                                                             | Berlino                                                               | Spagna                                                                | 3 – 0                                                                 | Croazia                                                               | Euro 2024 - 1º turno                                                  | -                                                                     | 86’                                                                   |
| 20-6-2024                                                             | Gelsenkirchen                                                         | Spagna                                                                | 1 – 0                                                                 | Italia                                                                | Euro 2024 - 1º turno                                                  | -                                                                     | 71’                                                                   |
| 24-6-2024                                                             | Düsseldorf                                                            | Albania                                                               | 0 – 1                                                                 | Spagna                                                                | Euro 2024 - 1º turno                                                  | -                                                                     | 71’                                                                   |
| 30-6-2024                                                             | Colonia                                                               | Spagna                                                                | 4 – 1                                                                 | Georgia                                                               | Euro 2024 - Ottavi di finale                                          | -                                                                     |                                                                       |
| 5-7-2024                                                              | Stoccarda                                                             | Spagna                                                                | 2 – 1 dts                                                             | Germania                                                              | Euro 2024 - Quarti di finale                                          | -                                                                     | 63’                                                                   |
| 9-7-2024                                                              | Monaco di Baviera                                                     | Spagna                                                                | 2 – 1                                                                 | Francia                                                               | Euro 2024 - Semifinale                                                | 1                                                                     | 90+1’ 90+4’                                                           |
| 14-7-2024                                                             | Berlino                                                               | Spagna                                                                | 2 – 1                                                                 | Inghilterra                                                           | Euro 2024 - Finale                                                    | -                                                                     | 89’                                                                   |
| 5-9-2024                                                              | Belgrado                                                              | Serbia                                                                | 0 – 0                                                                 | Spagna                                                                | UEFA Nations League 2024-2025 - 1º turno                              | -                                                                     | 41’                                                                   |
| 8-9-2024                                                              | Ginevra                                                               | Svizzera                                                              | 1 – 4                                                                 | Spagna                                                                | UEFA Nations League 2024-2025 - 1º turno                              | -                                                                     | 46’                                                                   |
| 12-10-2024                                                            | Murcia                                                                | Spagna                                                                | 1 – 0                                                                 | Danimarca                                                             | UEFA Nations League 2024-2025 - 1º turno                              | -                                                                     | 90+3’                                                                 |
| 20-3-2025                                                             | Rotterdam                                                             | Paesi Bassi                                                           | 2 – 2                                                                 | Spagna                                                                | UEFA Nations League 2024-2025 - Quarti di finale                      | -                                                                     | 66’                                                                   |
| 23-3-2025                                                             | Valencia                                                              | Spagna                                                                | 3 – 3 dts (5 – 4 dtr)                                                 | Paesi Bassi                                                           | UEFA Nations League 2024-2025 - Quarti di finale                      | 1                                                                     |                                                                       |
| 5-6-2025                                                              | Stoccarda                                                             | Spagna                                                                | 5 – 4                                                                 | Francia                                                               | UEFA Nations League 2024-2025 - Semifinale                            | 2                                                                     | 33’                                                                   |
| 8-6-2025                                                              | Monaco di Baviera                                                     | Portogallo                                                            | 2 – 2 dts (5 – 3 dtr)                                                 | Spagna                                                                | UEFA Nations League 2024-2025 - Finale                                | -                                                                     | 106’                                                                  |
| Totale                                                                |                                                                       | Presenze                                                              | 21                                                                    |                                                                       | Reti                                                                  | 6                                                                     |                                                                       |

| Cronologia completa delle presenze e delle reti in nazionale ― Spagna under 19 | Cronologia completa delle presenze e delle reti in nazionale ― Spagna under 19 | Cronologia completa delle presenze e delle reti in nazionale ― Spagna under 19 | Cronologia completa delle presenze e delle reti in nazionale ― Spagna under 19 | Cronologia completa delle presenze e delle reti in nazionale ― Spagna under 19 | Cronologia completa delle presenze e delle reti in nazionale ― Spagna under 19 | Cronologia completa delle presenze e delle reti in nazionale ― Spagna under 19 | Cronologia completa delle presenze e delle reti in nazionale ― Spagna under 19 |
| Data                                                                           | Città                                                                          | In casa                                                                        | Risultato                                                                      | Ospiti                                                                         | Competizione                                                                   | Reti                                                                           | Note                                                                           |
| ------------------------------------------------------------------------------ | ------------------------------------------------------------------------------ | ------------------------------------------------------------------------------ | ------------------------------------------------------------------------------ | ------------------------------------------------------------------------------ | ------------------------------------------------------------------------------ | ------------------------------------------------------------------------------ | ------------------------------------------------------------------------------ |
| 25-10-2022                                                                     | Pforzheim                                                                      | Germania under 19                                                              | 0 – 1                                                                          | Spagna under 19                                                                | Amichevole                                                                     | -                                                                              | 67’                                                                            |
| Totale                                                                         |                                                                                | Presenze                                                                       | 1                                                                              |                                                                                | Reti                                                                           | 0                                                                              |                                                                                |

### Record
- Calciatore più giovane ad aver esordito nel Barcellona (15 anni e 290 giorni).[16]
- Calciatore più giovane ad aver esordito nel Barcellona B (15 anni e 297 giorni).[54]
- Calciatore più giovane ad aver vinto la Primera División spagnola (15 anni e 305 giorni).[55]
- Calciatore più giovane ad aver giocato da titolare nel Barcellona e nella Primera División (16 anni e 38 giorni).[19]
- Calciatore più giovane ad aver esordito e segnato con la nazionale spagnola (16 anni e 57 giorni).[42]
- Calciatore più giovane ad aver giocato da titolare in UEFA Champions League (16 anni e 83 giorni).[26]
- Calciatore più giovane ad aver segnato nel Barcellona e nella Primera División (16 anni e 87 giorni).[31]
- Calciatore più giovane ad aver esordito e ad aver giocato da titolare in un europeo (16 anni e 338 giorni).[56]
- Calciatore più giovane ad aver segnato in un europeo (16 anni e 362 giorni).[57]
- Calciatore più giovane ad aver giocato la finale di un europeo (17 anni e 1 giorno).[58]
- Calciatore più giovane ad aver vinto un europeo (17 anni e 1 giorno).[50]
- Calciatore più giovane ad avere segnato nel Clásico (17 anni e 106 giorni).[35]
- Calciatore più giovane ad aver raggiunto le cento presenze con la maglia del Barcellona (17 anni e 291 giorni).
- Calciatore più giovane ad aver segnato in una semifinale di Champions League (17 anni e 291 giorni).

## Palmarès

### Club
- Campionato spagnolo: 2

Barcellona: 2022-2023, 2024-2025
- Supercoppa di Spagna: 1

Barcellona: 2025
- Coppa di Spagna: 1

Barcellona: 2024-2025

### Nazionale
- Campionato d'Europa: 1

Germania 2024

### Individuale
- Capocannoniere del Campionato Europeo Under-17: 1

2023 (4 gol)
- Miglior giovane del campionato d'Europa: 1

Germania 2024
- XI All Star Team del campionato d'Europa: 1

Germania 2024
- Trofeo Kopa: 1

2024
- Golden Boy: 1

2024
- Globe Soccer Awards: 1

Miglior emergente dell'anno: 2024
- Miglior giovane Under-20 dell'anno IFFHS: 1

2024
- Squadra dell'anno IFFHS: 1

2024
- Miglior marcatore della Supercoppa di Spagna: 1

2025 (2 gol)